# الحنية (كحلان الشرف)

تعديل مصدري - تعديل

الحنية هي إحدى قرى عزلة افصر بمديرية كحلان الشرف التابعة لمحافظة حجة، بلغ تعداد سكانها 752 نسمة حسب تعداد اليمن لعام 2004.